# 那須芦野テレビ中継局
那須芦野テレビ中継局（なすあしのテレビちゅうけいきょく）は栃木県那須郡那須町に置かれているテレビ放送の中継局。

## 中継局概要

### デジタルテレビ放送
| リモコン 番号 | 放送局名         | チャンネル 番号 | 空中線 電力 | ERP   | 偏波面   | 放送対象地域 | 放送区域 内世帯数 | 運用開始日      |
| ------------- | ---------------- | --------------- | ----------- | ----- | -------- | ------------ | ----------------- | --------------- |
| 1             | NHK 宇都宮総合   | 37              | 50mW        | 270mW | 垂直偏波 | 栃木県       | 約289世帯         | 2010年 12月24日 |
| 2             | NHK 東京教育     | 38              | 50mW        | 270mW | 垂直偏波 | 全国         | 約289世帯         | 2010年 12月24日 |
| 3             | GYT とちぎテレビ | 41              | 50mW        | 270mW | 垂直偏波 | 栃木県       | 約289世帯         | 2010年 12月24日 |
| 4             | NTV 日本テレビ   | 32              | 50mW        | 270mW | 垂直偏波 | 関東広域圏   | 約289世帯         | 2010年 12月24日 |
| 5             | EX テレビ朝日    | 51              | 50mW        | 270mW | 垂直偏波 | 関東広域圏   | 約289世帯         | 2010年 12月24日 |
| 6             | RX TBSテレビ     | 46              | 50mW        | 270mW | 垂直偏波 | 関東広域圏   | 約289世帯         | 2010年 12月24日 |
| 7             | TX テレビ東京    | 52              | 50mW        | 270mW | 垂直偏波 | 関東広域圏   | 約289世帯         | 2010年 12月24日 |
| 8             | CX フジテレビ    | 50              | 50mW        | 270mW | 垂直偏波 | 関東広域圏   | 約289世帯         | 2010年 12月24日 |

- 所在地： 那須郡那須町大字芦野[2]
- 放送区域： 那須町の一部[3][2]
- 2010年11月5日に予備免許交付[3]、12月10日に本免許が交付され[1]、12月24日に本放送を開始した[1][2]。なお、民放局は、デジタル新局として開局した。

### アナログテレビ放送
| チャンネル 番号 | 放送局名     | 空中線 電力       | ERP               | 偏波面   | 放送対象地域 | 放送区域 内世帯数 | 運用開始日     |
| --------------- | ------------ | ----------------- | ----------------- | -------- | ------------ | ----------------- | -------------- |
| 43              | NHK 東京総合 | 映像1W/ 音声250mW | 映像2W/ 音声510mW | 垂直偏波 | 関東広域圏   | -                 | 1972年 4月28日 |
| 45              | NHK 東京教育 | 映像1W/ 音声250mW | 映像2W/ 音声510mW | 垂直偏波 | 全国         | -                 | 1972年 4月28日 |

- 所在地： デジタルテレビ放送に同じ
- 民放は中継局を置いておらず、矢板中継局を受信していた。
- 2011年7月24日をもってすべて廃止された。